# Jezioro Goplany

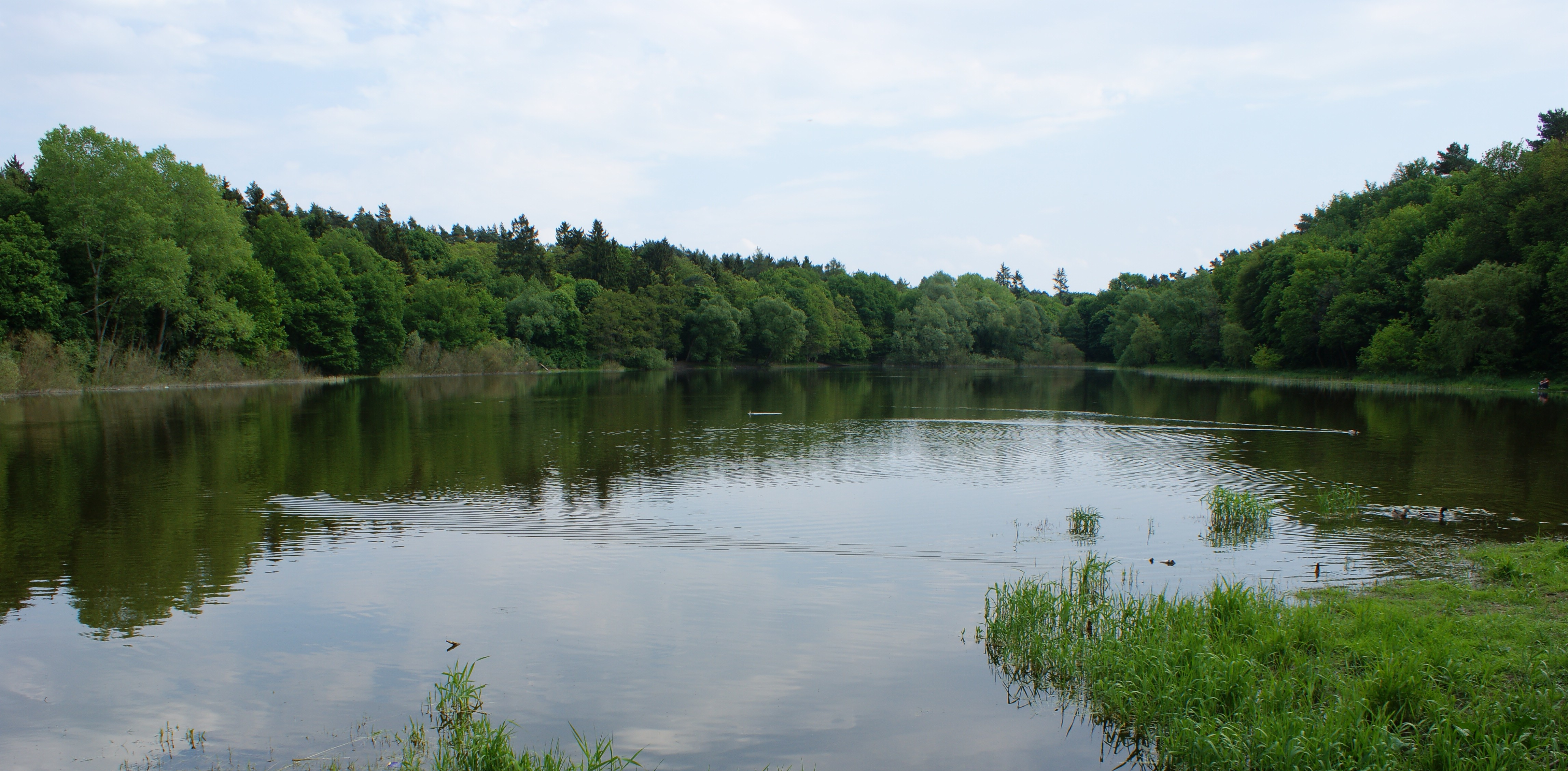
Jezioro Goplany, widok od strony południowo-wschodniej

Jezioro Goplany lub jezioro Goplana (do 1945 niem. Sand See) – staw w Szczecinie, położony w dzielnicy Zachód w północno-zachodniej części miasta (Park Leśny Arkoński), na osiedlu Głębokie, w sąsiedztwie kąpieliska miejskiego Arkonka.

## Charakterystyka
Do jeziora uchodzi struga Arkonka, dawniej przepływały przez nie także wody Osówki. W XX w. znajdowało się tu kąpielisko, które z czasem zlikwidowano. Zbiornik obecnie zarybiony. Obowiązuje zakaz kąpieli. Piaszczyste plaże i polanka nad jeziorem (z miejscem do rozpalania ognisk) są przystankiem na pieszych i rowerowych szlakach turystycznych, przebiegających w pobliżu (m.in. szlak  Parku Leśnego „Arkoński”). Bywają też docelowym miejscem spacerów szczecinian. Wokół jeziora prowadzi również 3,5 kilometrowa trasa biegowa, na której są organizowane cykliczne treningi pod okiem instruktorów (udział jest nieodpłatny).
Nad jeziorem występują stada krzyżówek, łyski, perkozy dwuczube, łabędzie nieme i mewy (wieczorami również czaple siwe, brodźce i bekasy).